# News of the World
News of the World war eine britische Sonntagszeitung des Boulevardbereichs. Die zuletzt im Tabloidformat erschienene Publikation gehörte zum News-Corporation-Konzern des australischen Medienunternehmers Rupert Murdoch.
Im April 2011 wurden etwa 2,6 Millionen Ausgaben verkauft. Damit war sie zu diesem Zeitpunkt die auflagenstärkste Sonntagszeitung im Vereinigten Königreich. Sie ähnelte in Anspruch, Zielgruppe und Aufmachung stark der Tageszeitung The Sun aus demselben Medienhaus. Infolge eines Abhörskandals verkündete am 7. Juli 2011 James Murdoch, CEO der News Corporation für Europa und Asien, die Einstellung der Zeitung mit der Sonntagsausgabe vom 10. Juli 2011.

## Geschichte
News of the World wurde erstmals am 1. Oktober 1843 von John Browne Bell in London herausgegeben und hatte durch den günstigen Preis von nur drei Pence insbesondere in der Arbeiterklasse viele Leser. Bereits 1912 betrug die Auflage 2 Millionen. Sie wuchs in den frühen 1920er Jahren auf 3 Millionen und 1939 auf 4 Millionen Exemplare an. Ihr Erfolg führte zur Etablierung ähnlicher Blätter wie Sunday People, Daily Mail, Daily Express und Daily Mirror.
Die Zeitung, die sich von Anfang an mit Skandalen und Verbrechen beschäftigte, erreichte in den 1950er Jahren eine wöchentliche Auflage von bis zu 9 Millionen Exemplaren und wurde damit meistverkaufte Zeitung der Welt. Rupert Murdoch erwarb die Zeitung 1969. Es war sein erster Kauf einer im traditionellen Londoner Zeitungsviertel Fleet Street ansässigen Publikation. 1984 wurde News of the World auf das Tabloidformat umgestellt.
Die ehemalige Chefredakteurin Rebekah Wade prägte in den 2000er Jahren den Kampagnenjournalismus des Blattes und sorgte wiederholt für  Kontroversen. So wurden nach dem Mord an einem Mädchen im Juli 2000 die Namen und Fotos von 50 angeblichen Sexualstraftätern unter der Schlagzeile Named and Shamed veröffentlicht, was zu vereinzelten tätlichen Übergriffen in der Öffentlichkeit und zur Verschärfung von Gesetzen führte. Am 24. Juli 2008 entschied ein britisches Gericht, dass die News of the World mit ihrer Berichterstattung über den Skandal um Max Mosley rechtswidrig in das Privatleben Mosleys eingegriffen habe, und verhängte Schadensersatzzahlungen in Höhe von 60.000 Pfund (rund 75.000 Euro).

## Abhörskandal
News International, dem Verlag der News of the World, drohte eine gerichtliche Untersuchung, nachdem ein von mehreren Parteien gewählter Ausschuss in einem Parlamentsbericht leitende Angestellte der Zeitung beschuldigte, das Ausmaß des illegalen Abhörens von Mobiltelefon-Mailboxen von mehreren Tausenden prominenten Persönlichkeiten und Politikern durch ihre Journalisten vertuscht zu haben, sowie Bestechungsvorwürfe laut wurden. In sichergestelltem Beweismaterial befanden sich Listen von fast 4.000 Namen und Telefonnummern potentieller Abhöropfer. In Folge kam es zu mehreren Rücktritten und Festnahmen sowie der Ankündigung von Untersuchungsausschüssen.